# مسجد همايون
مسجد همايون يقع مسجد همايون في قرية كاشهبورا في مدينة أغرة على الضفة اليسرى من نهر يمنا .

## التاريخ
لم يتم ذكر مسجد همايون في النصوص المتعلقة بالفترة المغولية التي حكمت أغرة , ولكنه واحد من أقدم المعالم الأثرية من الفترة المغولية الموافقة للمرحلة الأولى من العمارة المغولية في الهند، ووفقا للنقوش الفارسية على هذا النصب شيد المسجد في عام 1530 عندما اعتلى العرش همايون، ودفن الإمبراطور المغولي بابور في هذا المسجد .

## العمارة
يتكون المسجد من هيكل وإيوان مرتفع يخفي القبة من الجزء العلوي من البلاطة الوسطى، والمسجد مدعوم بمثلثات كروية على شكل طائرة ورقية، وهناك أجنحة مكونة من ممرات مزدوجة على جانبي الصحن المركزي، أما واجهت المسجد فهي مزينة من البلاط المزجج .